# 류상운 초상
류상운 초상(柳尙運 肖像)은 대한민국 경기도 양평군 옥천면 용천리에 있는 조선시대의 초상화이다. 2009년 10월 16일 경기도의 유형문화재 제233호로 지정되었다.

## 개요
류상운 초상은 정면상으로 제작되고 호피 깔린 의자가 나타나는 등 조선중기에서 조선후기로 넘어가는 변천과정을 보여주는 작품이다.

## 같이 보기
- 류상운

## 참고 자료
- 류상운초상 - 국가유산청 국가유산포털